# Kleinröhrsdorf
Kleinröhrsdorf ist ein Ortsteil der sächsischen Stadt Großröhrsdorf im Landkreis Bautzen. Das Dorf erstreckt sich über eine Fläche von etwa 7,3 km² und war bis zum 31. Dezember 1997 eine selbständige Gemeinde.

## Geografie
Das Waldhufendorf Kleinröhrsdorf liegt südwestlich von Großröhrsdorf am Westrand der Lausitzer Platte und gehört zu deren Naturraum. Durch den Ort fließt die Große Röder, südlich befindet sich die Talsperre Wallroda, die vom Steinbach gespeist wird.

### Nachbarorte und -regionen
| Wachau                      | Leppersdorf, Pulsnitz                       | Großröhrsdorf         |
| Radeberg, Stadtrandsiedlung | Kompassrose, die auf Nachbargemeinden zeigt | Massenei              |
| Wallroda, Hüttertal         | Talsperre Wallroda, Arnsdorf                | Massenei, Seeligstadt |

### Verkehr
Der Haltepunkt Kleinröhrsdorf liegt an der Bahnstrecke Kamenz–Pirna. Im Personenverkehr wird er von der S-Bahn-Linie S8 bedient. Die Züge fahren in der Relation Dresden – Langebrück (Sachs) – Radeberg – Kleinröhrsdorf – Großröhrsdorf – Kamenz (Sachs). Die Buslinie 305 des Regionalbus Oberlausitz bedient mehrere Haltestellen im Ort. Die Linie ist in den Verkehrsverbund Oberelbe (VVO) eingebunden.
Kleinröhrsdorf liegt südlich der Staatsstraße 158 von Radeberg nach Großröhrsdorf. Die Kreisstraße 9254 führt direkt durch das Dorf, auf ihr gelangt man nach Wallroda bzw. nach Leppersdorf. Die Bundesautobahn 4 ist über die Anschlussstellen Pulsnitz (ca. 5,5 km) oder Ohorn (ca. 9 km) zu erreichen.

## Geschichte

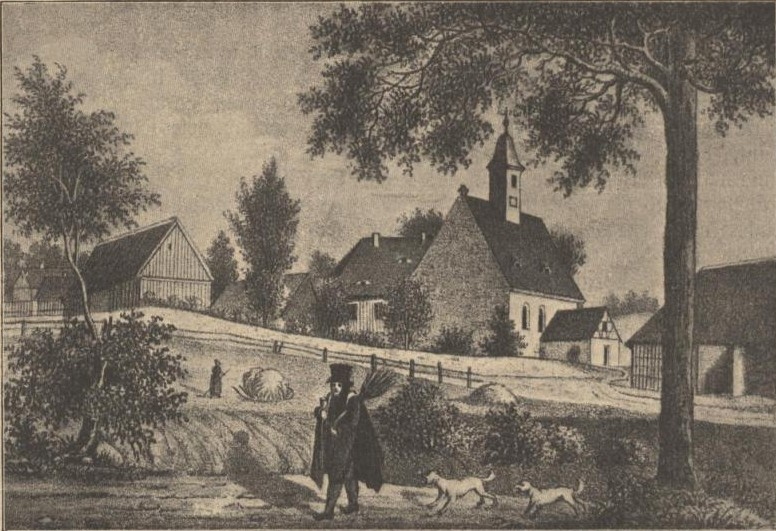
Ortsansicht um 1840

Der Ort wurde 1350 erstmals als Rudigersdorf (Lokator Rüdiger) erwähnt. Der Name des Dorfes wurde im Lauf der Jahrhunderte mehrfach verändert. Überliefert sind zum Beispiel czu cleinen Rudigerstorff (1445), Wenige Rudigerstorff, Rudigerßdorff (1495), Cleynruerßdorff (1517), Klein Rorßdorff (1616) und Klein Roehrsdorf (1791).
Unmittelbar in der Nähe des Ortes befand sich bis etwa 1680 ein größeres Gestüt (damals als Stuterei bezeichnet, die dahin führende Straße wurde Stut[en]weg genannt), in welcher jeden Sommer kurfürstliche Pferde untergebracht waren. Das Anwesen gehörte zum kurfürstlichen Forsthaus, der sogenannten Hegereiterei.
Ein Dorflehrer wird erstmals im Jahr 1571 erwähnt. Der Bau eines Schulgebäudes wurde für das Jahr 1874 überliefert. Dieses wurde 1903 durch einen Neubau ersetzt. Seit 1970 ist Kleinröhrsdorf in den Schulbereich Großröhrsdorf eingegliedert.
In Aufzeichnungen aus dem 19. Jahrhundert sind zwei Mühlen innerhalb des Ortes an der Großen Röder aufgeführt. Es handelte sich um die sogenannte Schneide- oder Brettmühle im Oberdorf und eine Mahlmühle weiter flussabwärts.
Bis 1875 war Kleinröhrsdorf der Pflege bzw. dem Amt Radeberg verwaltungszugehörig, danach zählte es zur Amtshauptmannschaft Dresden. In der DDR gehörte der Ort ab 1952 zum Kreis Bischofswerda. Im Zuge von Kreisreformen wechselte die Verwaltung 1994 zum Landkreis Kamenz und 2008 zum Landkreis Bautzen.
Zu Zeiten der DDR befand sich in einem Gasthofsanwesen ein betriebliches Ferienheim für die Arbeiter und Angehörigen des VEB Schaltelektronik Oppach.
Zahlreiche historische Fachwerkhäuser sind im Ortskern erhalten geblieben, zum Beispiel die Schmiede (bez. 1830) und die ehemalige Gastwirtschaft Erbgericht (bez. 1794).

### Kirche

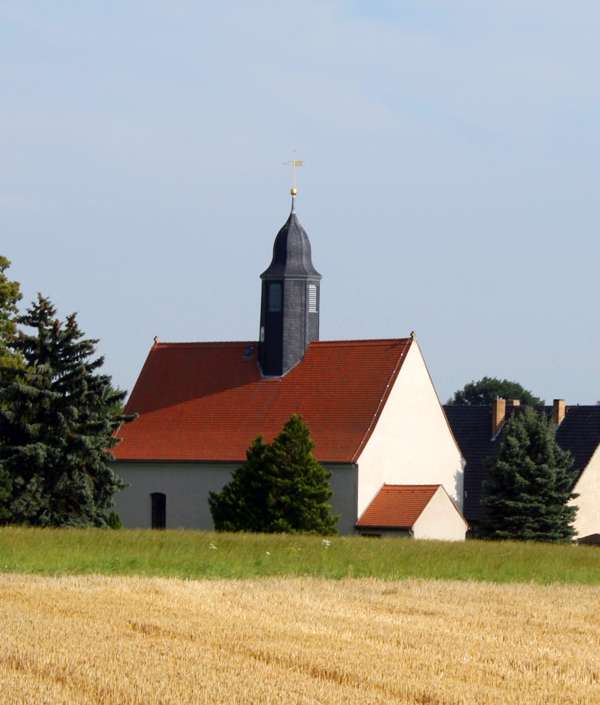
Dorfkirche

Die Umfassungsmauern der kleinen Dorfkirche Kleinröhrsdorf stammen noch aus dem 14. Jahrhundert. Der rechteckige Saalbau ist von einem ziegelgedeckten Satteldach mit achteckigem, verschiefertem Dachreiter gedeckt. Kanzel (mit darunter befindlichem Holzrelief der Dreieinigkeit) und Taufstein wurden im 16. Jahrhundert gefertigt.

### Einwohnerentwicklung
Im Jahr 1551 sind in der Chronik des Ortes 19 besessene Mann, 1 Häusler, 25 Inwohner und 16 Hufen  verzeichnet. Für 1764 verzeichnen die Unterlagen 20 besessene Mann, 5 Gärtner, 14 Häusler und 16 3/4 Hufen.
| Jahr      | 1834 | 1871 | 1890 | 1910 | 1925 | 1939 | 1964 | 1950 | 1964 | 1990 | 1998 | 2011 |
| Einwohner | 371  | 407  | 446  | 542  | 592  | 666  | 706  | 701  | 709  | 563  | 900  | 769  |

In den 1990er Jahren entstand am Nordrand des Dorfes eine Wohnsiedlung mit etwa 100 Ein- und Zweifamilienhäusern. Dadurch verdoppelte sich die Einwohnerzahl des Ortes nahezu.

## Wirtschaft
Im Jahr 1830 wurde das Fachwerkhaus der Schmiede Kleinröhrsdorf erbaut. Seither ist das Unternehmen in Besitz der Familie Miersch, welche die Schmiede seitdem im selben Gebäude betreibt. Des Weiteren sind verschiedene Handwerksbetriebe im Ort ansässig.

## Vereine
Seit 1971 existiert in Kleinröhrsdorf ein Spielmannszug. Die Vereinsräume sind im alten Gemeindeamt untergebracht. In den 1970er Jahren errangen die Spielleute mehrfach den Titel Bezirksmeister und waren Ausrichter der DDR-Meisterschaften. In den folgenden Jahrzehnten bildeten sich verschiedene Züge heraus und nahmen an verschiedenen Wettbewerben teil. Im Jahr 2001 war der Kleinröhrsdorfer Spielmannszug Ausrichter der 11. Landesmeisterschaften des Landes-Musik- und Spielleuteverbandes Sachsen e. V.
Die Freiwillige Feuerwehr Kleinröhrsdorf wurde 1933 gegründet. Zuvor gab es seit 1768 eine Pflichtfeuerwehr. Die Feuerwehren von Klein- und Großröhrsdorf wurden 2006 zur Stadtfeuerwehr Großröhrsdorf zusammengelegt. Außerdem gibt es im Ort einen Kegelverein, einen Jugendclub und den Förderverein Kleinröhrsdorf.

## Natur und Freizeit

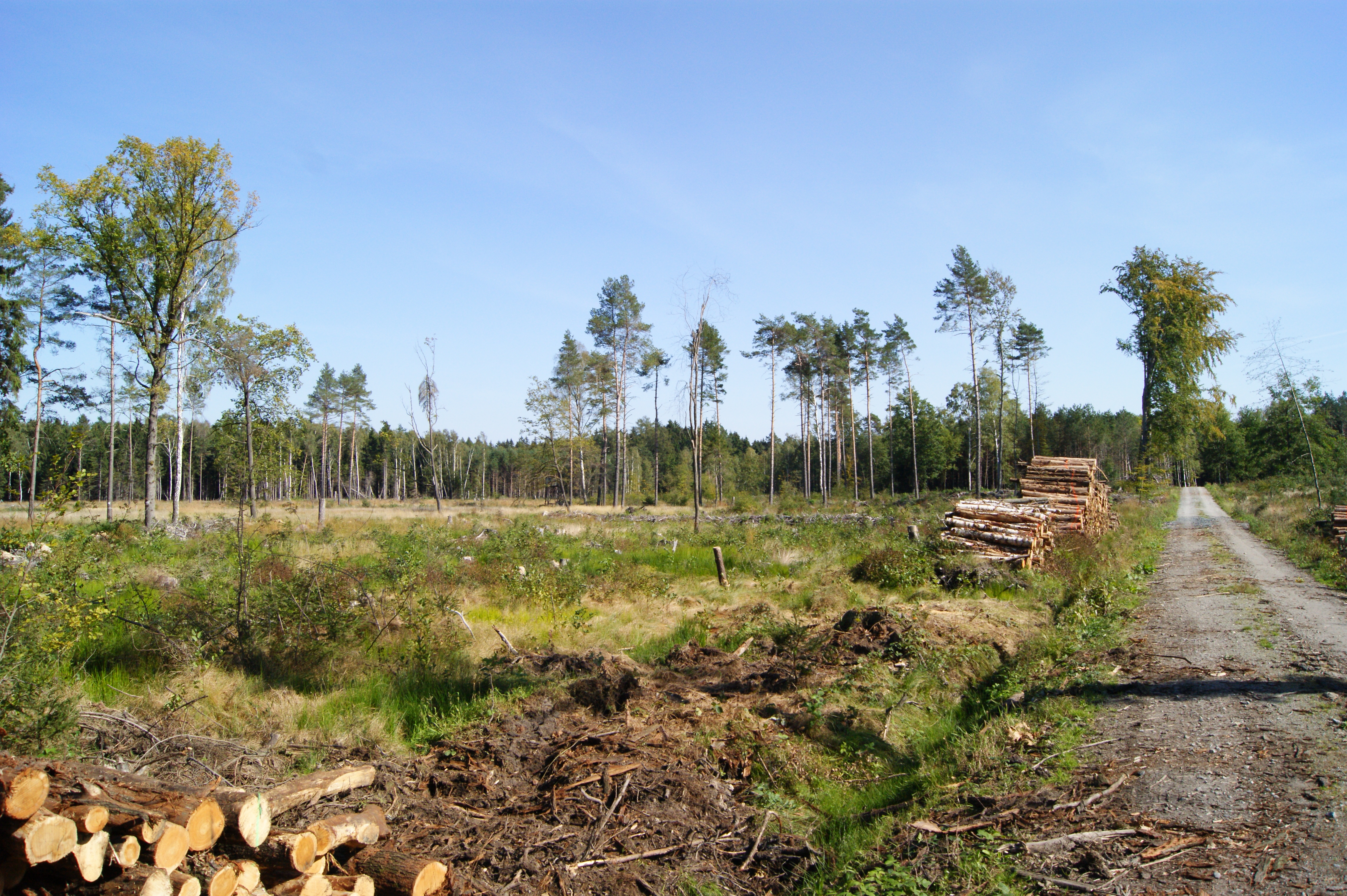
Langer Flügel im angrenzenden Waldgebiet Niederforst

Quer durch den Ort fließt die Große Röder in Richtung Wallroda. Zwischen der ehemaligen Brettmühle und dem Ortseingang Großröhrsdorf erstrecken sich beiderseits des Flusses die sogenannten Wasserwiesen. Bis ins 16. Jahrhundert wurde die Röder hier durch einen Damm angestaut.
Westlich des Dorfes liegt das Landschaftsschutzgebiet Massenei. Im Forstrevier Kleinröhrsdorf befindet sich der Niederforst. Durch diesen führt der Lange Flügel, ein ca. acht Kilometer langer Forstweg, der das Waldgebiet mit der Landwehr bei Wachau verband. Rings um den Ort führt ein etwa zwölf Kilometer langer Rundwanderweg, welcher mit Hilfe des Fördervereins Kleinröhrsdorf eingerichtet wurde.
Südlich von Kleinröhrsdorf befindet sich die Talsperre Wallroda mit Freizeitmöglichkeiten wie einem Campingplatz, Minigolf, Angel- und Badegelegenheiten.
Auf einem Vierseithof in Kleinröhrsdorf eröffnete 2002 die Reitanlage Gut Heinrichshof. Der Reiterhof besitzt eine Reithalle sowie einen Dressur-, einen Longier- und einen Springplatz auf dem Außengelände. An den Hof schließt ein Reitwegenetz an.

## Söhne und Töchter
- Georg Agricola (1554–1630), evangelischer Pfarrer und Historiker
- Götz R. Richter (1923–2016), deutscher Schriftsteller
- Diemut Theato (* 1937), deutsche Politikerin